# Asian Five Nations 2009
Asian Five Nations 2009 war ein Wettbewerb für asiatische Nationalmannschaften in der Sportart Rugby Union. Es handelte sich um die 22. Ausgabe der vom Verband Asia Rugby organisierten Rugby-Union-Asienmeisterschaft. Beteiligt waren 23 Mannschaften, die in vier Divisionen und in zwei Regionaldivisionen gegeneinander antraten. Japan gewann zum 17. Mal den Asienmeistertitel.

## Top 5

### Tabelle
|    | Land       | Spiele | Siege | Unent. | Ndlg. | Spiel- punkte | Diff. | Bonus- punkte | Tabellen- punkte |
| -- | ---------- | ------ | ----- | ------ | ----- | ------------- | ----- | ------------- | ---------------- |
| 1. | Japan      | 4      | 4     | 0      | 0     | 271:40        | + 231 | 4             | 24               |
| 2. | Kasachstan | 4      | 3     | 0      | 1     | 87:139        | − 52  | 0             | 15               |
| 3. | Südkorea   | 4      | 2     | 0      | 2     | 137:144       | − 7   | 3             | 13               |
| 4. | Hongkong   | 4      | 1     | 0      | 3     | 110:126       | − 16  | 3             | 8                |
| 5. | Singapur   | 4      | 0     | 0      | 4     | 40:196        | − 156 | 1             | 1                |

5 Punkte für Sieg, 3 Punkte für Unentschieden, 1 Bonuspunkt bei vier oder mehr Versuchen, 1 Bonuspunkt bei Niederlage mit weniger als sieben Zählern Differenz.

### Ergebnisse
| 25. April 2009 | Südkorea | 65 : 0 | Singapur | Tancheon-Stadion, Seongnam |
| 25. April 2009 |          |        |          | Tancheon-Stadion, Seongnam |

| 25. April 2009 | Japan | 87 : 10 | Kasachstan | Hanazono-Rugbystadion, Higashiōsaka |
| 25. April 2009 |       |         |            | Hanazono-Rugbystadion, Higashiōsaka |

| 2. Mai 2009 | Hongkong | 6 : 59 | Japan | Hong Kong Football Club Stadium, Hongkong |
| 2. Mai 2009 |          |        |       | Hong Kong Football Club Stadium, Hongkong |

| 2. Mai 2009 | Kasachstan | 30 : 27 | Südkorea | Zentralstadion, Almaty |
| 2. Mai 2009 |            |         |          | Zentralstadion, Almaty |

| 9. Mai 2009 | Singapur | 19 : 22 | Kasachstan | Yio Chu Kang Stadium, Singapur |
| 9. Mai 2009 |          |         |            | Yio Chu Kang Stadium, Singapur |

| 9. Mai 2009 | Südkorea | 36 : 34 | Hongkong | Tancheon-Stadion, Seongnam |
| 9. Mai 2009 |          |         |          | Tancheon-Stadion, Seongnam |

| 16. Mai 2009 | Japan | 80 : 9 | Südkorea | Hanazono-Rugbystadion, Higashiōsaka |
| 16. Mai 2009 |       |        |          | Hanazono-Rugbystadion, Higashiōsaka |

| 16. Mai 2009 | Hongkong | 64 : 6 | Singapur | Hong Kong Football Club Stadium, Hongkong |
| 16. Mai 2009 |          |        |          | Hong Kong Football Club Stadium, Hongkong |

| 23. Mai 2009 | Singapur | 15 : 45 | Japan | Yio Chu Kang Stadium, Singapur |
| 23. Mai 2009 |          |         |       | Yio Chu Kang Stadium, Singapur |

| 24. Mai 2009 | Kasachstan | 25 : 6 | Hongkong | Zentralstadion, Almaty |
| 24. Mai 2009 |            |        |          | Zentralstadion, Almaty |

### Die besten Spieler
|   | Name             | Versuche | Land     |
| - | ---------------- | -------- | -------- |
| 1 | Adam Raby        | 7        | Hongkong |
| 2 | Han Kun-kyu      | 5        | Südkorea |
| 2 | Hirotoki Onozawa | 5        | Japan    |

|   | Name          | Punkte | Land     |
| - | ------------- | ------ | -------- |
| 1 | Shaun Webb    | 44     | Japan    |
| 2 | Ryan Nicholas | 38     | Japan    |
| 3 | Adam Raby     | 35     | Hongkong |

## Division 1
Halbfinale
| 8. April 2009 | Taiwan | 36 : 24 | Sri Lanka | The Sevens Stadium, Dubai |
| 8. April 2009 |        |         |           | The Sevens Stadium, Dubai |

| 8. April 2009 | Arabien | 36 : 17 | Thailand | The Sevens Stadium, Dubai |
| 8. April 2009 |         |         |          | The Sevens Stadium, Dubai |

Spiel um Platz 3
| 11. April 2009 | Sri Lanka | 51 : 17 | Thailand | The Sevens Stadium, Dubai |
| 11. April 2009 |           |         |          | The Sevens Stadium, Dubai |

Finale
| 11. April 2009 | Taiwan | 24 : 44 | Arabien | The Sevens Stadium, Dubai |
| 11. April 2009 |        |         |         | The Sevens Stadium, Dubai |

Arabien steigt in die Top 5 auf.

## Division 2
Halbfinale
| 3. Juni 2009 | VR China | 25 : 19 | Pakistan | Kuala Lumpur |
| 3. Juni 2009 |          |         |          | Kuala Lumpur |

| 3. Juni 2009 | Malaysia | 43 : 29 | Indien | Kuala Lumpur |
| 3. Juni 2009 |          |         |        | Kuala Lumpur |

Spiel um Platz 3
| 6. Juni 2009 | Pakistan | 3 : 44 | Indien | Kuala Lumpur |
| 6. Juni 2009 |          |        |        | Kuala Lumpur |

Finale
| 6. Juni 2009 | Malaysia | 43 : 15 | VR China | Kuala Lumpur |
| 6. Juni 2009 |          |         |          | Kuala Lumpur |

Malaysia steigt in die Division 1 auf, Pakistan steigt in die Division 3 ab.

## Division 3
Halbfinale
| 1. Juli 2009 | Guam | 23 : 3 | Indonesien | Manila |
| 1. Juli 2009 |      |        |            | Manila |

| 1. Juli 2009 | Philippinen | 15 : 0 | Iran | Manila |
| 1. Juli 2009 |             |        |      | Manila |

Spiel um Platz 3
| 4. Juli 2009 | Indonesien | 13 : 48 | Iran | Manila |
| 4. Juli 2009 |            |         |      | Manila |

Finale
| 4. Juli 2009 | Guam | 0 : 25 | Philippinen | Manila |
| 4. Juli 2009 |      |        |             | Manila |

Die Philippinen steigen in die Division 2 auf.

## Regionaldivisionen

### Südostasien
|    | Land       | Spiele | Siege | Unent. | Ndlg. | Spiel- punkte | Diff. | Punkte |
| -- | ---------- | ------ | ----- | ------ | ----- | ------------- | ----- | ------ |
| 1. | Laos       | 2      | 2     | 0      | 0     | 36:11         | + 25  | 4      |
| 2. | Brunei     | 2      | 1     | 0      | 1     | 29:38         | − 9   | 2      |
| 3. | Kambodscha | 2      | 0     | 0      | 2     | 13:29         | − 16  | 0      |

5 Punkte für Sieg, 3 Punkte für Unentschieden, 1 Bonuspunkt bei vier oder mehr Versuchen, 1 Bonuspunkt bei Niederlage mit weniger als sieben Zählern Differenz.
Ergebnisse
| 22. März 2009 | Laos | 28 : 8 | Brunei | Nationalstadion, Vientiane |
| 22. März 2009 |      |        |        | Nationalstadion, Vientiane |

| 25. März 2009 | Brunei | 21 : 10 | Kambodscha | Nationalstadion, Vientiane |
| 25. März 2009 |        |         |            | Nationalstadion, Vientiane |

| 28. März 2009 | Kambodscha | 3 : 8 | Laos | Nationalstadion, Vientiane |
| 28. März 2009 |            |       |      | Nationalstadion, Vientiane |

### Zentralasien
Halbfinale
| 9. Juni 2009 | Kirgisistan | 38 : 21 | Mongolei | Yoshlik-Stadion, Taschkent |
| 9. Juni 2009 |             |         |          | Yoshlik-Stadion, Taschkent |

| 9. Juni 2009 | Usbekistan | abgesagt | Jordanien | Yoshlik-Stadion, Taschkent |
| 9. Juni 2009 |            |          |           | Yoshlik-Stadion, Taschkent |

Finale
| 13. Juni 2009 | Usbekistan | 31 : 12 | Kirgisistan | Yoshlik-Stadion, Taschkent |
| 13. Juni 2009 |            |         |             | Yoshlik-Stadion, Taschkent |